# Ilja Moeromets (mythe)
Ilja Moeromets (Russisch: Илья Муромец) is een van de belangrijkste helden in de folkloristische geschiedenis van het Oude Rusland, een bogatyr (krijgsridder) die het volksideaal van een dappere krijgsheld belichaamt. Zijn volledige naam in het epos is Ilja Moeromets, zoon van Ivanovitsj. In de Russische literatuur zijn ook andere benamingen zoals Moerovlin, Moeravlenin, Moerovets, Moerovljan.

## Slavische folklore
Ilja Moeromets speelt een belangrijke rol in de byliny uit de regio Kiev: Ilja Moeromets en Solovej de Rover (een figuur uit de Russische folklore die voorbijgangers doodde met zijn gefluit); Ilja Moeromets en Idolisjtsje de heiden, een folkloristisch wezen met magische krachten die door Ilja werd gedood; De twist tussen Ilja Moeromets en prins Vladimir; Het gevecht tussen Ilja Moeromets en Zjidovin, een vijand van Joodse origine die door Ilja in een duel verslagen werd. In het gedicht Svjatogor en Ilja Moeromets wordt verteld hoe Ilja werd onderwezen door de gigantische reus Svjatogor en hoe de reus stervend met zijn laatste adem op Ilja blaast om een deel van zijn kracht op Ilja over te dragen. Ilja krijgt ook het magische ridderzwaard.
In Ilja Moeromets en de valkenier Sokoljniek wordt verteld hoe Ilja met speer, knots, zwaard en vuist strijdt tegen een vreemde ruiter die dwars door het kamp van de grenswachten is gereden. Dobrynja Nikititsj en Aljosja Popowitsj weten hem niet te verslaan en ook Ilja is z'n leven niet zeker als hij gestruikeld is. Ilja hervindt echter zijn kacht en stompt zijn tegenstander op het hart, waarna deze het bewustzijn verliest. Ilja trekt hem als hij hem wil onthoofden eerst de kap van het hoofd. De tegenstander komt weer bij kennis en vertelt dat hij Sokoljniek is, de zoon van Latygorka, koningin van de (zwarte) Latyrjzee. Ilja beseft dat hij zijn enige zoon tegenover zich heeft en zegt hem na te hebben gerust naar zijn moeder terug te keren. Maar als Ilja slaapt slaat Sokoljniek zijn vader met een jachtspriet. Ilja ontwaakt en verscheurt daarop zijn zoon. Het verhaal heeft overeenkomsten met dat van de Perzische Rostam en zoon Sohrab, de Ierse, Keltische Cú Chulainn en zoon Condlae en Duitse Hildebrand en zoon Hadubrand.
De in prozavorm geschreven verhalen over Ilja Moeromets, die als volkssprookjes zijn opgetekend en hun weg hebben gevonden naar verschillende niet-Slavische volken (zoals de Finnen), bevatten geen details van het epos uit de regio Kiev over het leven van Ilja Moeromets. Er is in die verhalen geen verwijzing naar Prins Vladimir, maar naar een koning die niet verder bij name genoemd wordt. De volkssprookjes gaan vrijwel uitsluitend over de lotgevallen van Ilja Moeromets met Solovej de Rover, en soms ook met Idolisjtsje die Obzjora wordt genoemd. In deze sprookjes wordt soms ook de bevrijding van de tsarendochter uit de macht van de draak aan Ilja Moeromets toegeschreven, maar die verhalen hebben niet de Kiev-legendes over Ilja Moeromets als bron gehad.
Volgens de hypothese van sommige Russische historici is de geboorteplaats van Ilja Moeromets niet het dorp Karatsjevo bij de stad Moerom, maar het dorpje Karatsjev naast het stadje Moroviejsk, nu Morivsk in de oblast Tsjernihiv in Oekraïne, een gebied dat zich van de stad Tsjernihiv naar Kiev uitstrekt. Deze conclusie is gebaseerd op de mogelijkheid dat het volksepos over de persoon van Ilja Moeromets zich vermengd heeft met dat van de heilige Ilja Petsjerski. Deze zienswijze verkreeg veel aanhang in het onderzoekswerk van moderne Oekraïense historici.

## Biografische schets volgens het epos over Ilja Moeromets

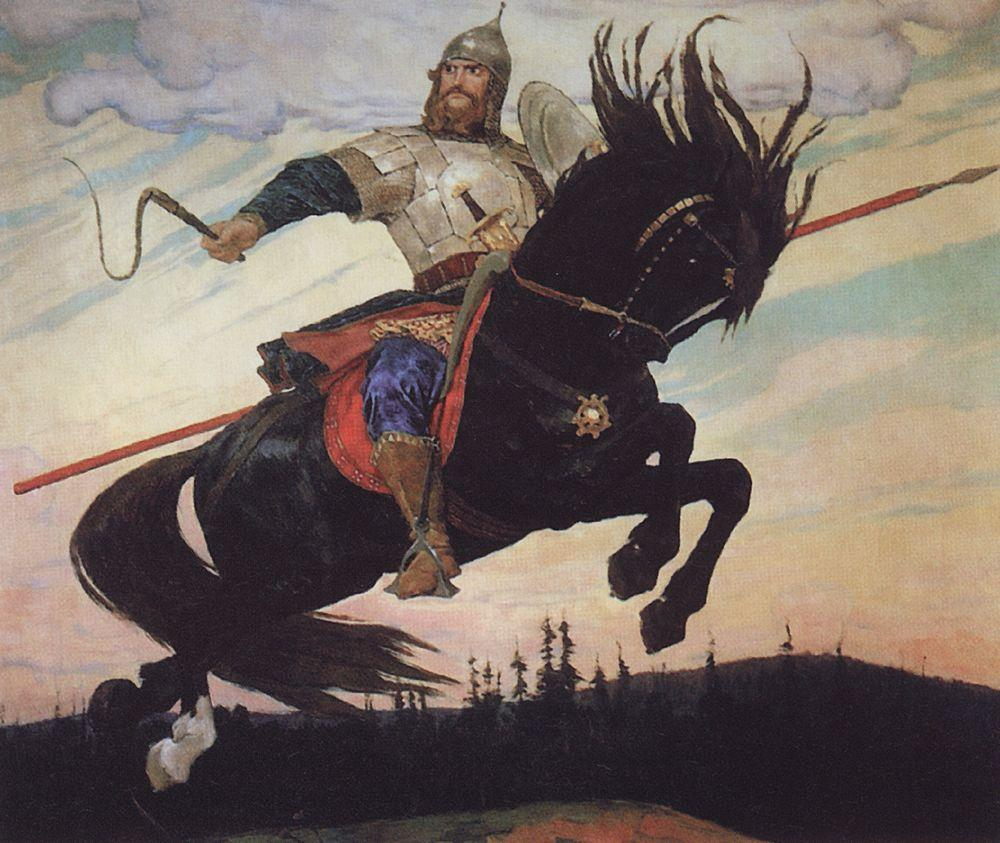
Ilya Muromets (1914) door Viktor Vasnetsov

Een groot aantal overleveringen, gewijd aan Ilja Moeromets, maken het mogelijk om een enigszins compleet beeld te scheppen van het leven van deze krijgsridder (naar de voorstelling die vertellers van zijn persoon gemaakt hadden).
Volgens de sage ‘De genezing van Ilja Moeromets’ had deze ridder geen enkele kracht in handen en voeten tot aan zijn 33ste levensjaar, wat ook de leeftijd van Jezus was bij zijn dood en opstanding. Ilja Moeromets ontving een wonderbaarlijke genezing dankzij drie oude monniken (of drie hulpbehoevende pelgrims). Wie deze grijsaards precies waren is in alle Sovjetpublicaties weggelaten. In verhandelingen die voor de revolutie waren gepubliceerd, werd aangenomen dat de drie rondreizende pelgrims Jezus zelf en twee van zijn apostelen waren.
De pelgrims, die naar het huis van Ilja kwamen op het moment dat hij daar helemaal alleen was, vroegen hem op te staan om hen wat water te brengen. Ilja reageerde als volgt: Daar ben ik niet toe in staat, ik kan alleen maar zitten, want mijn handen en voeten weigeren al 30 jaar dienst. De pelgrims herhaalden echter hun verzoek aan Ilja om te gaan staan en water te halen. Vervolgens staat Ilja op gaat naar een waterplaats en brengt de pelgrims water. De oude pelgrims geven Ilja het bevel het water op te drinken. Ilja geeft gehoor en wordt helemaal gezond. Nadat hij voor de tweede maal drinkt, ervaart hij in zichzelf een enorme, buitensporige kracht. De grijsaards laten hem nog een derde keer drinken om de kracht een beetje te doen verminderen. Vervolgens geven ze Ilja de opdracht om in dienst van prins Vladimir te treden.
Bovendien vertellen ze hem dat zich langs de weg naar Kiev een enorme steen bevindt die geen mens kan optillen. De steen heeft een inscriptie en Ilja's reis moet langs die steen gaan. Hierna neemt Ilja afscheid van zijn ouders en gaat op weg naar 'die grote hoofdstad' Kiev. Op zijn reis benadert hij eerst ‘die steen van onbeweeglijkheid’. Op de steen is een oproep aan Ilja geschreven om de steen van zijn plaats van onbeweeglijkheid weg te duwen. Hier zal hij een paard van reusachtige afmetingen, strijdwapens en een wapenuitrusting vinden. Ilja verschuift de steen van zijn oorspronkelijke plaats en vindt dan alles wat de inscriptie vermeldde. Hij zegt tegen zijn paard, “Jij bent een machtig strijdlustig paard, dien mij trouw.” Na deze gebeurtenis begeeft Ilja zich te paard naar prins Vladimir.

## Legendes uit het hoge noorden van Rusland

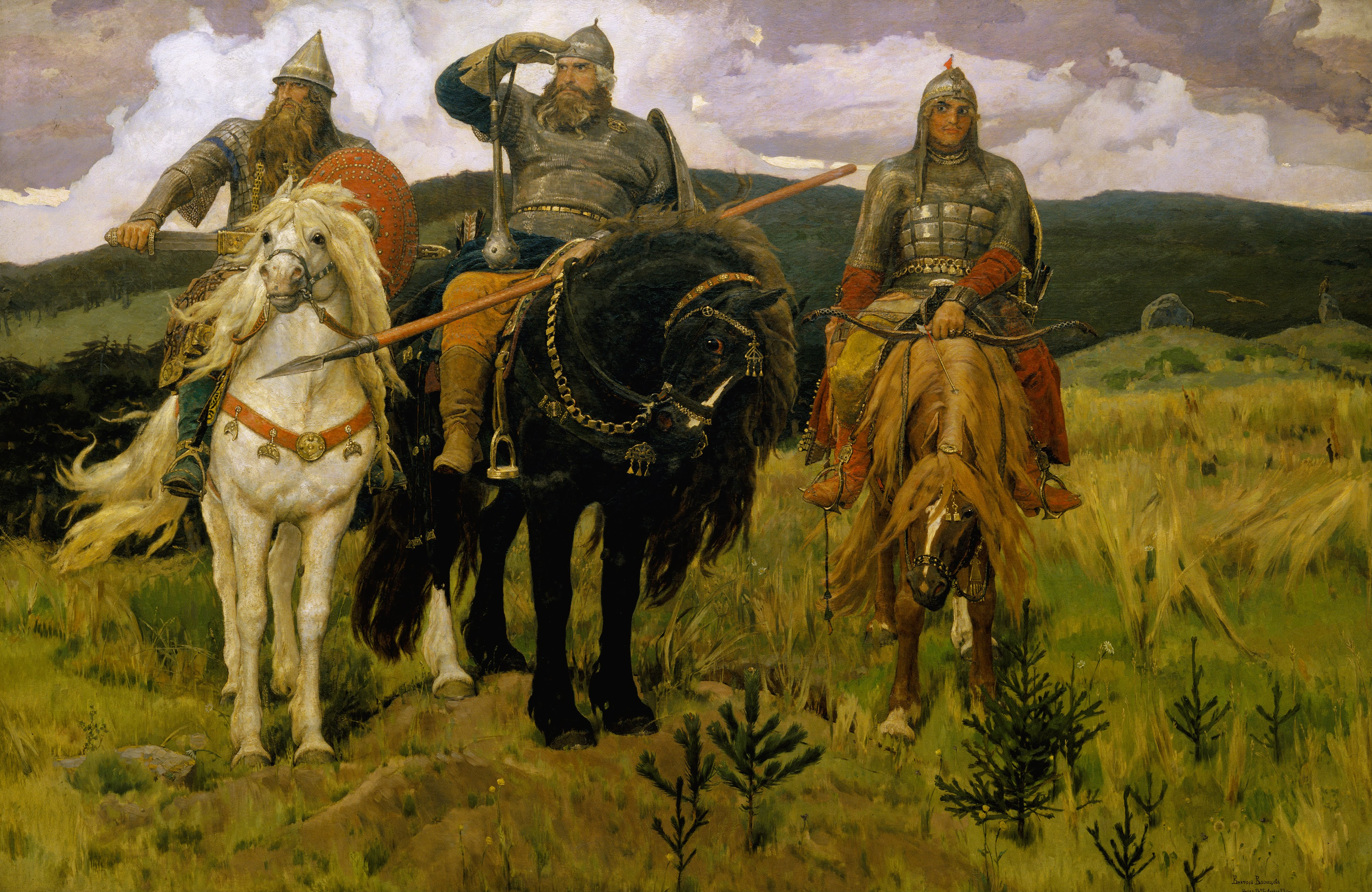
"Bogatyri", de krijgshelden (schilderij van Viktor Vasnetsov (1881-1898)) — Ilja Moeromets, Aljosja Popovitsj (de priesterszoon) en Dobrynja Nikititsj.

Slechts een paar legendes verbonden met de naam Ilja Moeromets zijn bekend buiten de grenzen van Noord-Rusland (de regio’s nabij St. Petersburg en Archangelsk richting Siberië). De legendes die tot dusver buiten dit gebied bekendheid kregen zijn:
- Ilja Moeromets en de Rover Solovej[2]
- Ilja Moeromets en de rovers
- Ilja Moeromets op het Valkenschip
- Ilja Moeromets en zijn zoon

In Midden- en Zuid-Rusland zijn alleen legendes bekend die geen verband leggen tussen Ilja Moeromets en prins Vladimir uit Kiev. De meest populaire verhalen, zijn legendes waar rovers (Ilja Moeromets en de rovers) of kozakken (Ilja Moeromets op het Valkenschip) een rol spelen, wat iets vertelt over de populariteit van de persoon Ilja Moeromets onder de vrijheidslievende bevolking van het Wolga-gebied dat zich tot aan de Oeral uitstrekt. De Oekraïense legendes komen ook niet altijd overeen met de versies van Russische overleveringen.
Men komt ook regelmatig verhaalversies tegen waarin het leven van de profeet Elia met de geschiedenis van Ilja Moeromets verweven zijn (Ilja is de Russische vorm van Elias). Een soortgelijke vermenging van feiten heeft ook betrekking op de veronderstelde geboorteplaats van de legendarische Ilja Moeromets, die volgens volksoverleveringen van het platteland afkomstig is uit het dorp Karatsjevo, dicht bij Moerom. Ook deze volksverhalen bevatten geen enkele verwijzing naar een connectie tussen Ilja Moeromets met de stad Kiev of prins Vladimir.
Een onderzoek naar het biografische epos rond de persoon van Ilja Moeromets toont aan dat men facetten uit andere toen bekende sprookjesachtige en mythische verhalen met de naam van deze populaire krijgsheld ging verbinden. De krijgsridder Ilja blijkt niet alleen de held te zijn in Russische legendes, maar ook in Germaanse epische gedichten uit de dertiende eeuw. In dit Germaanse werk wordt hij getekend als een machtige ridder van prinselijke bloede met de naam Ilja, de Rus.

## Historische personages die beeldvorming van Ilja Moeromets hebben beïnvloed

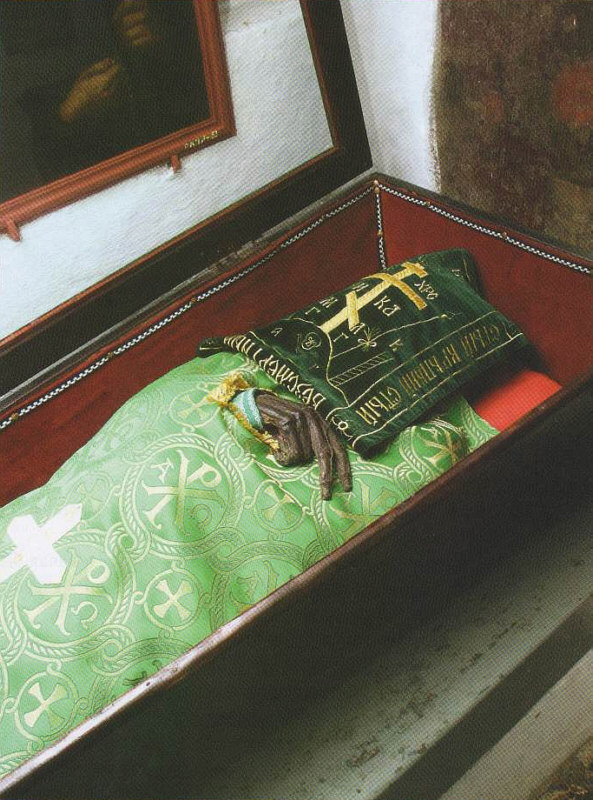
Relikwieën van Ilja Petsjerski

#### Ilja Petsjerski
Een aantal historici is van mening dat de naam verwijst naar een historisch persoon, een krachtpatser met de bijnaam Tsjobotok, afkomstig uit Moerom, die onder de naam Ilja tot het Holenklooster van Kiev toetrad. Hij werd in 1643 binnen de Russisch-Orthodoxe Kerk heilig verklaard onder de naam Sint Ilja Moeromets.
Volgens deze hypothese leefde Ilja Moeromets in de 12de eeuw en stierf in het Holenklooster rond het jaar 1188. Op de huidige kerkelijke kalender vindt men zijn naam onder 1 januari. De theorie over de gelijke identiteit van de epische krijgsridder met de monnik Tsjobitok is zeer aannemelijk. Russische geschiedschrijvers vermelden zijn naam niet. Na zijn wonderbaarlijke genezing bekeert hij zich tot de Russisch-Orthodoxe Kerk en neemt de naam Ilja aan.
In de grotten van het Kiev-Petsjerskklooster hebben relikwieën hun plek gevonden. De grafsteen van Ilja Moeromets bevindt zich naast het graf van Pjotr Stolypin. Een deel van de relikwieën behorend bij Ilja – zoals een middelvinger van de linkerhand – bevindt zich in een van de kathedralen van de stad Moerom in de oblast Vladimir.
In 1988 onderwierp de interdepartementale commissie van het ministerie van volksgezondheid de relikwieën aan een onderzoek. De commissie stelde vast dat de vinger had toebehoord aan een man die op 40- tot 45-jarige leeftijd overleed, en die in zijn jeugd aan zijn ledematen verlamd was geweest.

#### Ilejko Moeromets
In het begin van de zeventiende eeuw verkreeg Ilejko Moeromets bekendheid door zichzelf voor te doen als de apostel Petrus in de Tijd der Troebelen toen de soevereiniteit van Rusland in het geding was. Hij werd in 1607 ter dood veroordeeld. Volgens de opvatting van diverse historici, vooral volgens de Russische geschiedschrijver Ilovajski, stond Ilejko aan het eind van de regering van Boris Godoenov aan het hoofd van een Kozakkenregiment in dienst van prins Ivan Chvorostinin. Volgens historicus B. Sokolov is het van wezenlijk belang de ontwikkeling van de legende van Moeromets te begrijpen, en werd in de overleveringen van de boerenbevolking de persoon van Ilja Moeravlenin uit Moerom en Karatsjeva bij Tsjernigov omgevormd tot de boerenzoon Ilja Moeromets uit het dorp Karatsjarovo nabij Moerom.

## Ilja Moeromets in de Russische cultuur
Naast een aantal standbeelden over Ilja Moeromets zijn heel wat dingen naar Ilja Moeromets vernoemd.
- lja Moeromets-waterval op het schiereiland Medvezji van het Russische Koerileneiland Itoeroep (oblast Sachalin)
- Viermotorige dubbeldekker S-22 Ilja Moeromets